# Дадиани, Отия
Отия Дадиани (груз. ოტია დადიანი; ум. 1757) — владетельный князь (мтавар) Мегрелии (с 1728).

## Происхождение
Был сыном владетельного князя Мегрелии Бежана Дадиани и княжны Тамары Геловани.

## Семья
Был женат на княжне Гулкан, дочери Рачинского эристава Шошиты III. В этом браке родились:
- Кация II, владетельный князь Мегрелии (1757—1788)
- Дадиани Николай, князь
- Дадиани Георгий, князь
- Антоний, (? — 1799), князь, епископ Цагерский (1760—1777) архиепископ Чкондидский (1777—1799)
- Дадиани Мариам, княжна, была женой царя Имерети Соломона I